# 攻玉社工科短期大学
攻玉社工科短期大学（日语：／ Kōgyokusha Kōka Tanki Daigaku *），简称攻短，是过去一所位于日本东京都品川区的私立短期大学。

## 概要

### 简介
- 学校最早可以追溯到1880年[1]。短期大学为于1950年开办[2]、由学校法人攻玉社学园经营。招生到2005年、正式停办于2008年[2]。

### 历史
- 1950年 攻玉社短期大学成立并同时设置一个学科即土木科[2]。
- 1988年 土木科改名为土木工学科[2]。
- 1990年 改校名为攻玉社工科短期大学[2]。
- 1999年 土木工学科改名为环境建设学科[2]。
- 2005年 短期大学招生最后、次年停止招生（正式停办于2008年12月19日[2]）。

## 学校环境
- 校区：在了东京都品川区

## 组织

### 学科
- 环境建设学科

### 专科
| - 没有 |

### 业余课程
| - 没有 |

## 知名校友
- 竹贯直次-儿童文学作家
- 隅田叶吉-歌人
- 潮万太郎-俳优

## 相关链接
- 日本短期大学列表